# Sujiadian (köpinghuvudort i Kina, Heilongjiang Sheng, lat 46,90, long 130,78)
Sujiadian (kinesiska: 苏家店, 苏家店镇) är en köpinghuvudort i Kina. Den ligger i provinsen Heilongjiang, i den nordöstra delen av landet, omkring 340 kilometer öster om provinshuvudstaden Harbin. Antalet invånare är 13 692. Befolkningen består av 6 668 kvinnor och 7 024 män. Barn under 15 år utgör 14,0 %, vuxna 15-64 år 77 %, och äldre över 65 år 7,0 %.
Runt Sujiadian är det ganska tätbefolkat, med 139 invånare per kvadratkilometer. Närmaste större samhälle är Simajia, 19,2 km sydväst om Sujiadian. Trakten runt Sujiadian består till största delen av jordbruksmark.
Genomsnittlig årsnederbörd är 846 millimeter. Den regnigaste månaden är juli, med i genomsnitt 213 mm nederbörd, och den torraste är januari, med 7 mm nederbörd.